# Реза Афзалі
Реза Афзалі (перс. رضا افضلی; нар. 7 січня 1990) — іранський борець вільного стилю, чемпіон Азії, володар та срібний призер Кубків світу, дворазовий чемпіон світу серед студентів.

## Життєпис
Боротьбою почав займатися з 2001 року. У 2007 році став чемпіоном Азії серед кадетів. У 2010 році повторив це досягнення на чемпіонаті Азії серед юніорів.
Виступає за борцівський клуб «Тахті», Керманшах. Тренер — Машалла Хосейні.

## Спортивні результати на міжнародних змаганнях

### Виступи на Чемпіонатах світу
| Змагання                        | Збірна | Вагова категорія          | Місце |
| ------------------------------- | ------ | ------------------------- | ----- |
| Чемпіонат світу з боротьби 2014 | Іран   | вільна боротьба, до 74 кг | 13    |
| Чемпіонат світу з боротьби 2019 | Іран   | вільна боротьба, до 74 кг | 26    |

### Виступи на Чемпіонатах Азії
| Змагання                       | Збірна | Вагова категорія          | Місце  |
| ------------------------------ | ------ | ------------------------- | ------ |
| Чемпіонат Азії з боротьби 2014 | Іран   | вільна боротьба, до 74 кг | Золото |

### Виступи на Кубках світу
| Змагання                    | Збірна | Вагова категорія          | Місце  |
| --------------------------- | ------ | ------------------------- | ------ |
| Кубок світу з боротьби 2014 | Іран   | вільна боротьба, до 74 кг | Золото |
| Кубок світу з боротьби 2019 | Іран   | команда                   | Срібло |

### Виступи на Універсіадах
| Змагання               | Збірна | Вагова категорія          | Місце |
| ---------------------- | ------ | ------------------------- | ----- |
| Літня Універсіада 2013 | Іран   | вільна боротьба, до 74 кг | 8     |

### Виступи на Чемпіонатах світу серед студентів
| Змагання                                        | Збірна | Вагова категорія          | Місце  |
| ----------------------------------------------- | ------ | ------------------------- | ------ |
| Чемпіонат світу з боротьби серед студентів 2012 | Іран   | вільна боротьба, до 74 кг | Золото |
| Чемпіонат світу з боротьби серед студентів 2016 | Іран   | вільна боротьба, до 74 кг | Золото |

### Виступи на інших змаганнях
| Змагання                                     | Збірна | Вагова категорія                 | Місце  |
| -------------------------------------------- | ------ | -------------------------------- | ------ |
| Кубок Тахті 2010                             | Іран   | вільна боротьба, до 74 кг        | 12     |
| Меморіал Вацлава Циолковського 2011          | Іран   | вільна боротьба, до 74 кг        | 10     |
| Турнір Яшара Догу 2012                       | Іран   | вільна боротьба, до 74 кг        | 13     |
| Гран-прі «Іван Яригін» 2013                  | Іран   | вільна боротьба, до 74 кг        | 29     |
| Кубок Тахті 2013                             | Іран   | вільна боротьба, до 74 кг        | Бронза |
| Кубок Тахті 2013                             | Іран   | вільна боротьба, до 74 кг        | 17     |
| Кубок Тахті 2014                             | Іран   | вільна боротьба, до 74 кг        | Золото |
| Меморіал Вацлава Циолковського 2014          | Іран   | вільна боротьба, до 74 кг        | Срібло |
| Кубок Тахті 2015                             | Іран   | вільна боротьба, до 74 кг        | 8      |
| Клубний чемпіонат світу з боротьби 2016      | Іран   | команда                          | Срібло |
| Київський Міжнародний турнір з боротьби 2017 | Іран   | вільна боротьба, до 74 кг        | Золото |
| Турнір Дана Колова — Николи Петрова 2017     | Іран   | вільна боротьба, до 74 кг        | 25     |
| Клубний чемпіонат світу з боротьби 2017      | Іран   | команда                          | Золото |
| Клубний чемпіонат світу з боротьби 2018      | Іран   | команда                          | Золото |
| Кубок Тахті 2019                             | Іран   | вільна боротьба, до 74 кг        | Срібло |
| Турнір Г. Картозія і В. Балавадзе 2019       | Іран   | вільна боротьба, до 74 кг        | Бронза |
| Клубний чемпіонат світу з боротьби 2019      | Іран   | команда                          | Срібло |
| Кубок Тахті 2020                             | Іран   | вільна боротьба, до 74 кг        | 7      |
| Кубок Тахті 2020                             | Іран   | греко-римська боротьба, до 74 кг | 7      |

### Виступи на змаганнях молодших вікових груп
| Змагання                                      | Збірна | Вагова категорія          | Місце  |
| --------------------------------------------- | ------ | ------------------------- | ------ |
| Чемпіонат Азії з боротьби серед кадетів 2007  | Іран   | вільна боротьба, до 76 кг | Золото |
| Чемпіонат Азії з боротьби серед юніорів 2010  | Іран   | вільна боротьба, до 74 кг | Золото |
| Чемпіонат світу з боротьби серед юніорів 2010 | Іран   | вільна боротьба, до 74 кг | 5      |